# حمزه چادوری
حمزه دوان چادوری (انگلیسی: Hamza Choudhury؛ زادهٔ ۱ اکتبر ۱۹۹۷) بازیکن فوتبال اهل انگلستان است.
از باشگاه‌هایی که در آن بازی کرده‌است می‌توان به باشگاه فوتبال بارتون آلبیون و باشگاه فوتبال لستر سیتی اشاره کرد.
وی همچنین در تیم ملی فوتبال زیر ۲۱ سال انگلستان بازی کرده‌است.

## عملکرد باشگاهی
چادوری کار خود را در آکادمی لسترسیتی آغاز کرد و طبق گزارش‌ها در سن ۱۶ سالگی توسط تعدادی از باشگاه‌های برتر اروپایی تحت نظارت قرار گرفت. وی در تاریخ ۲۷ فوریه ۲۰۱۶ به بورتون آلبیون در لیگ چمپیونشیپ پیوست. او در همان روز اولین بازی خود را انجام داد و در دقیقه ۷۷ به عنوان جانشین تام نایلور در تساوی ۰–۰ برابر والسال در ورزشگاه پیرلی قرار گرفت.
در ۶ اوت ۲۰۱۶، چادوری یک قرارداد قرضی دیگر با بورتون آلبیون برای فصل ۲۰۱۶–۱۷ امضا کرد. در همان روز، چادوری در اولین بازی لیگ برای بارتون آلبیون حضور یافت و یک پاس گل در شکست ۴–۳ مقابل ناتینگهام فارست داد.
در ۱۹ سپتامبر ۲۰۱۷، چادوری برای لستر سیتی بازی کرد و در دقیقه ۸۲ در پیروزی خانگی ۳ بر یک در جام اتحادیه در مقابل لیورپول به عنوان بازیکن جایگزین وارد زمین شد. در ۲۸ نوامبر ۲۰۱۷، چادوری اولین بازی خود در لیگ برتر را برای لستر انجام داد تا در دقیقه ۸۳ در پیروزی خانگی مقابل تاتنهام هاتسپور به عنوان بازیکن تعویضی جایگزین شود. وی اولین بازی ثابت خود را در لیگ برتر در تاریخ ۱۴ آوریل ۲۰۱۸ در پیروزی خارج از خانه با نتیجه ۲ بر یک مقابل برنلی انجام داد.
در تاریخ ۳۰ اوت سال ۲۰۱۹، چادوری قرارداد ۴ ساله جدید خود را با لستر امضا کرد. در اول ژانویه سال ۲۰۲۰، چادوری اولین گل خود را برای لستر، با یک ضربه خارج از محوطه جریمه در دقیقه ۸۶ و در یک پیروزی ۳–۰ در برابر نیوکاسل یونایتد به ثمر رساند.

## عملکرد بین‌المللی
در تاریخ ۲۶ مه ۲۰۱۸، چادوری اولین بازی خود را برای تیم ملی فوتبال زیر ۲۱ سال انگلیس انجام داد و در جریان پیروزی ۲–۱ مقابل زیر ۲۱ سال چین در مسابقات تولون ۲۰۱۸ به عنوان یک بازیکن جانشین به میدان رفت. چادوری در بازی بعدی این مسابقات برای انگلیس در تساوی ۰–۰ مقابل مکزیک بازی کرد. در تاریخ ۲۷ مه ۲۰۱۹، چادوری برای حضور در جام ملت‌های اروپا فوتبال زیر ۲۱ سال ۲۰۱۹ در ترکیب ۲۳ نفره انگلیس قرار گرفت اما کارت قرمز مستقیم برای یک برخورد بی پروا در طول نیمه دوم در شکست ۲ بر یک برابر فرانسه در چزنا از حضور در مسابقات محروم شد.

## زندگی شخصی
چادوری از اصل و نسب بنگلادشی-گرنادین است. وی در یک خانواده سنتی مسلمان بنگالی بزرگ شده و به عنوان یک کودک از بنگلادش دیدار کرد. مادر و پدر او سیلیتیس از دوان بازی در اتحادیه در ناحیه هبی گنج در بنگلادش هستند. مسلط به زبان انگلیسی و بنگالی است و قرآن نیز را می‌خواند و می‌گوید قبل از ترک رختکن برای یک مسابقه، وی آیت الکرسی و سایر دعاها را تلاوت می‌کند. وی واجد شرایط بازی برای تیم ملی گرنادا از طریق پدر بیولوژیکی خود است.
در آوریل ۲۰۱۹ او به خاطر توئیت‌های توهین آمیز تاریخی خود عذرخواهی کرد. وی بعداً توسط فدراسیون فوتبال به جرم بد رفتاری متهم شد و ۵۰۰۰ پوند جریمه شد و دوره آموزشی را نیز گذراند. او و شریک زندگی اش در سال ۲۰۱۸ صاحب فرزند شدند.

## افتخارات

#### زیر ۲۱ سال انگلیس
- مسابقات تولون:۲۰۱۸